# Бренник (Злоторийський повіт)
Бренник (пол. Brennik) — село в Польщі, у гміні Злотория Злоторийського повіту Нижньосілезького воєводства.
Населення — 271 особа (2011).
У 1975-1998 роках село належало до Легницького воєводства.

## Демографія
Демографічна структура станом на 31 березня 2011 року:
|          | Загалом | Допрацездатний вік | Працездатний вік | Постпрацездатний вік |
| -------- | ------- | ------------------ | ---------------- | -------------------- |
| Чоловіки | 133     | 15                 | 107              | 11                   |
| Жінки    | 138     | 30                 | 84               | 24                   |
| Разом    | 271     | 45                 | 191              | 35                   |